# Sam & Max: The Devil's Playhouse
Sam & Max: The Devil's Playhouse é um jogo de Aventura em primeira pessoa desenvolvido pela Telltale Games. É o terceiro "capítulo" da série de episódios Sam & Max criada pela Telltale Games, vindo após o Sam & Max Save the World e o Sam & Max Beyond Time and Space. O primeiro episódio foi lançado como um dos primeiros aplicativos para o iPad em 2 de Abril de 2010, e foi lançado em 15 de Abril de 2010 para Microsoft Windows, Mac OS X e o Playstation 3, o primeiro jogo da Telltale a aparecer nesta plataforma.

## Jogabilidade
Sam & Max: The Devil's Playhouse faz parte de uma série de jogos que requerem que o jogador controle Sam e Max para locais específicos, interagindo com o ambiente. As primeiras duas temporadas de "Sam & Max" usaram uma interface tradicional de point-and-click, que é bem adaptada para usuários de Windows e MacOS, mas não tanto para os tradicionais controles gamepad. O motor de jogo para The Devil's Playhouse foi redesenhado para suportar tanto o esquema point-and-click quanto o típico gamepad de consoles para jogos em terceira pessoa. Em computadores Windows ou MacOS, o jogador tem a opção de conectar um gamepad para usar esse segundo tipo de perspectiva. Outros aspectos, como controle do inventário, também foram refinados para melhor se adequar a jogadores de consoles ou jogadores que não possuem familiaridade com o gênero de aventura. A versão para iPad do jogo apresenta interação direta com os personagens, cenário e inventário, através de toques na tela.
Enquanto que, em episódios anteriores, Max seguia para onde o jogador direcionasse Sam, The Devil's Playhouse dá ao jogador controle direto sobre ambos os personagens e a habilidade de trocar entre eles. Isso permite melhor uma diferenciação entre os dois personagens e aumenta a variedade de opções na jogabilidade. Um tema constante através da série será um novo poder psiônico que Max ganha em cada episódio, como a habilidade de ler mentes, ter vislumbres do futuro ou se teleportar para qualquer outro telefone que ele conheça o número. A separação dos controles dos personagens é um aspecto que deve ser usado de maneira a resolver enigmas no jogo.

## Sinopse
Em The Devil's Playhouse, Sam & Max encontram um artefato antigo que dá a Max habilidades psíquicas que permitem que os dois se defendam contra "os mais fortes e estranhos inimigos que a Freelance Police já enfrentou". Esses eventos levaram os dois ao encontro de "senhores da guerra intergaláctica e deuses sobrenaturais, estudiosos do arcano", todos procurando obter o poder de controlar todo o espaço. Cada episódio parece ser baseado em diferentes estilos e gêneros de filme, como ficção científica, aventura, horror e desastre.

## Episódios
| Episódio | Data de lançamento                                                      |
| --- | ----------------------------------------------------------------------- |
| |                                                                         |
| "The Penal Zone" | 2 de Abril de 2010 / 15 de Abril de 2010 (16 de Abril de 2010 no Steam) |
| Notas: - Projetado e escrito por Chuck Jordan - Dirigido por Chuck Jordan e Nick Herman - General Skun-ka'pe, um gorila do espaço sideral, chega na cidade trazendo uma mensagem de paz e amor. Entretanto, Sam e Max descobrem suas verdadeiras intenções graças aos poderes psíquicos de Max.            |                                                                         |
| |                                                                         |
| "The Tomb of Sammun-Mak" | 18 de Maio de 2010 (20 de Maio de 2010 no Steam)                        |
| Notas: - Projetado e escrito por Andy Hartzell e Brendan Q. Ferguson - Dirigido por Andy Hartzell - Usando um estranho projetor achado no porão de sua casa, Sam e Max vislubram as aventuras de seus bisavôs, Sameth e Maximus, enquanto eles recuperam a Devil's Toybox da Tumba de Sammun-Mak.          |                                                                         |
| |                                                                         |
| "They Stole Max's Brain!" | 22 de Junho de 2010 (24 de Junho de 2010 no Steam)                      |
| Notas: - Projetado e dirigido por Joe Pinney - Escrito por Michael Stemmle - O cérebro de Max é roubado enquanto Sam estava no banheiro no último episódio. Será Sam capaz de localizá-lo usando o que ele aprendeu com Flint Paper?                                                                       |                                                                         |
| |                                                                         |
| "Beyond the Alley of the Dolls" | 20 de Julho de 2010 (21 de Julho de 2010 no Steam)                      |
| Notas: - Projetado e escrito por Michael Stemmle - Dirigido por Dennis Lenart - Clones de Sam estão procurando pela cidade pelos Toys of Power. Sam e Max devem localizar a fonte desses clones e parar quem for o responsável.                                                                            |                                                                         |
| |                                                                         |
| "The City that Dares Not Sleep" | 30 de Agosto de 2010 (31 de Agosto na PSN)                              |
| Notas: - Projetado e escrito por Chuck Jordan - Dirigido por Derek Sakai - Max é transformado numa besta demoníaca gigante e começa a aterrorizar Nova Iorque. Sam e um pequeno time de aventureiros vão para uma jornada dentro de Max para trazê-lo ao normal antes que ele e a cidade sejam destruídos. |                                                                         |

## Desenvolvimento
The Devil's Playhouse é o terceiro jogo da série Sam & Max produzido pela Telltale Games desde que adquiriram a licença depois da cancelação do Sam & Max: Freelance Police em 2004. O jogo foi inicialmente programado para ser lançado em 2009,
 um ano depois de Sam & Max Beyond Time and Space. Apesar do jogo falhar ao se materializar, ao final de 2009 a Telltale aludiu uma sequência de Sam & Max no capítulo final de Tales of Monkey Island, direcionando os jogadores ao site preliminar do jogo. A mídia notou que o título Sam & Max: The Devil's Playhouse, assim como o título do primeiro episódio, "The Penal Zone", haviam sido registrados na OFLC. A Telltale anunciou oficialmente The Devil's Playhouse na Game Developers Conference em 11 de Março de 2010, com lançamento para Windows, Playstation Network e Mac OS.
Enquanto The Devil's Playhouse foi anunciado originalmente para PC e Playstation 3 com lançamento em 15 de Abril de 2010, uma versão para iPad foi disponibilizada em 2 de Abril de 2010 como um dos primeiros aplicativos lançados para o dispositivo. O CEO da Telltale, Dan Conners, revelou que eles haviam escolhido desenvolver a série para o iPad como uma nova oportunidade já que ele "realmente revoluciona a maneira que nossas coisas são jogadas." Conners também afirmou que uma vez que eles começaram a testar a versão do iPad, eles sentiram que o dispositivo ajudou a ganhar maior imersão no jogo, diferentemente das outras plataformas onde se joga mais como um filme interativo. Telltale conseguiu manter a maioria das características que já haviam desenvolvido para o PC e consoles, incluindo gráficos 3D limitados apenas pela tecnologia shader no iPad, ao mesmo tempo que incluíram outras que tomavam proveito da tecnologia do iPad, como a interface baseada em toques. A Telltale espera poder trazer seus outros produtos para o iPad, e procuram reduzir o tamanho instalado no aparelho. Apesar do custo inicial do primeiro episódio sugerir que a série completa custaria mais que a série completa das outras plataformas, Conners espera encontrar uma maneira de oferecer um detalhe nos preços para aqueles que planejam comprar todos os episódios.

## Promoções
Em 15 de Abril de 2010, a desenvolvedora de jogos Valve anunciou que quem comprasse The Devil's Playhouse através do Steam receberia três itens bônus no Team Fortress 2: um chapéu de Max, a pistola de Max, e o revolver de Sam. A promoção acabou em 26 de Abril. Mais tarde isso foi expandido para incluir as pessoas que compraram os jogos através da loja da Telltale.